# Trail of the Rustlers
Trail of the Rustlers è un film del 1950 diretto da Ray Nazarro.
È un western statunitense con Charles Starrett, Gail Davis e Tommy Ivo. Fa parte della serie di film western della Columbia incentrati sul personaggio di Durango Kid.

## Produzione
Il film, diretto da Ray Nazarro su una sceneggiatura di Victor Arthur, fu prodotto da Colbert Clark per la Columbia Pictures e girato nell'Iverson Ranch a Chatsworth, Los Angeles, California, dal 29 settembre al 6 ottobre 1949.

## Distribuzione
Il film fu distribuito negli Stati Uniti dal 2 febbraio 1950 al cinema dalla Columbia Pictures.
Altre distribuzioni:
- in Brasile (Rio Perdido)
- nel Regno Unito (Lost River)

## Promozione
La tagline è: Sizzling Starrett Action! Sparkling Smiley Rhythms!.